# Castèlmoron
Castèl Moron (en francès Castelmoron-sur-Lot) és un municipi francès situat al departament d'Òlt i Garona i a la regió de la Nova Aquitània.

## Demografia
| 1962                                       | 1968  | 1975  | 1982  | 1990  | 1999  | 2007  |
| ------------------------------------------ | ----- | ----- | ----- | ----- | ----- | ----- |
| 1.528                                      | 1.547 | 1.444 | 1.527 | 1.662 | 1.664 | 1.750 |
| Des de 1962: població sense dobles comptes |       |       |       |       |       |       |

## Administració
| Període | Identitat        | Partit |
| ------- | ---------------- | ------ |
| 1977-   | Bernard Genestou | UMP    |